# Andreas von Rauchbar

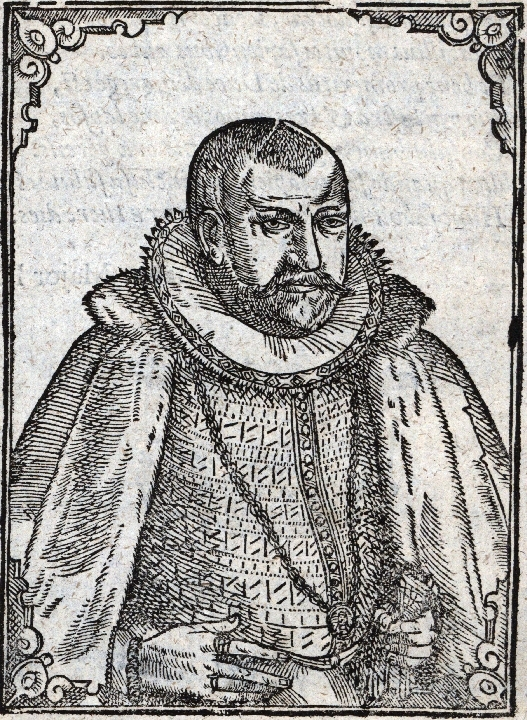
Andreas von Rauchbar

Andreas von Rauchbar (* 1559 in Quedlinburg; † 12. September 1602 ebenda) war ein deutscher Rechtsgelehrter, später kursächsischer Geheimrat und Vizekanzler sowie Erbherr auf Hemsendorf.

## Leben
Seine Eltern waren der Stiftssekretär Georg Rauchbar und dessen Frau Walpurgis Gerhard. Sein Vater stammte aus Obernbreit und war würzburgischer Bistumsnotar. Rauchbar immatrikulierte sich im Mai 1578 an der Universität Wittenberg unter dem Rektorat des Joachim von Beust. Sein Studium der Rechte beendete er 1585 mit der Promotion zum Doktor der Rechte. Daraufhin erhielt er eine außerordentliche Professur an der juristischen Fakultät und wechselte als Vizekanzler und Geheimrat an den Hof des sächsischen Kurfürsten.
Am 16. Januar 1589 wurde der kursächsische Hofrat Andreas Rauchbar von Kurfürst Christian I. von Sachsen mit dem Gut Hemsendorf im kursächsischen Amt Schweinitz belehnt. Rauchbar hatte am 15. Februar 1585 in Wittenberg die Tochter des letzten Gutsbesitzers Michael Teuber, Euphrosina, geheiratet, die nach dem Tod ihres Vaters das Gut Hemsendorf geerbt hatte. 1592 wurde diese Belehnung erneuert. Nach Rauchbars Tod erhielt dessen Witwe am 18. August 1603 durch Kurfürst Christian II. von Sachsen einen neuen Lehnbrief ausgestellt. Deren Söhne Andreas und Georg verkauften das Gut Hemsendorf an den Kommandanten der Festung Wittenberg, der damit 1652 belehnt wurde.
Genealogisch wäre anzumerken, dass Rauchbar sich am 15. Februar 1585 mit Euprosina, der Tochter von Michael Teuber, verheiratet hatte. Aus dieser Verbindung sind die Tochter Catharina (* 1589 in Dresden; † 23. März 1601 in Wittenberg) und Michael Rauchbar bekannt. Zu seinen Nachkommen gehörte Carl Gottfried von Rauchbar, gräflich waldeckscher Kanzleirat und Herr auf Lengefeld, welcher von 1710 bis 1713 wegen eines Leichengedichts gegen die Pietisten mit Otto Heinrich Becker, gräfl. waldeckschen Landkonsistorial- und Kanzleirat, in so weitläufige Streitigkeiten geriet, dass in deren Folge mehrere das Land verlassen mussten und theologische Fakultäten darüber in Schriften aneinandergerieten.